# 玄人志向
玄人志向（くろうとしこう、Expert Oriented）は、シー・エフ・デー販売（以下、CFD販売）が展開している習熟者向けのPC周辺機器ブランド。
CFD販売はメルコホールディングス（以下、メルコHD）傘下の企業であるため、実質的にバッファロー（旧：メルコ）などメルコグループにおける自作ユーザー向け低価格路線のパーツブランドとしての性質を持っている。

## 概要
「（故障・初期不良対応以外の）カスタマーサポートは不要」という技量を持つ自作ユーザーを主たる顧客ターゲットとして位置づけたブランドで、
1. 海外製造メーカーからOEMや組み込み向けと同仕様の製品の大量一括調達を行うことで低価格化を図った製品
2. 上級自作ユーザーの要望を汲んで企画された、一般向けとしての販売が難しい、いわばマニアックな仕様のパーツや各種キット
3. 海外パーツメーカーなどから企画や製品が持ち込まれた、一般的ではない（バッファローやCFDのブランドで販売することが難しい）仕様のパーツ

この様な製品の企画・販売を主な目的としている。利用にあたってはPCの技術規格について一定の知識が要求される。
そのため、大半の製品に共通する特徴として、
- メーカーサポート
- マニュアル・デバイスドライバなどの日本語ローカライズ
- 商品カタログ
- パッケージ外装（箱・袋）

これらが省略、ないし大幅に簡略化されていることが挙げられる。
特にパッケージ外装は、玄人志向のマークを印刷したボール紙（ざらつきがある低価格のもの）に製品の型番シールを貼っただけという、業務用製品のような梱包だったが、現在では紙のグレードが上がり化粧箱も登場している。
ブランド名は2001年にSocketA用補助ソケット「PK-OCK7/EV6」で使用されたのが初出であるが、ボール紙の箱に具体的な販社名が伏せられた（後述）正体不明のブランドだったことから、ブランドが浸透するまでは「素性不明のB級品ブランド」という誤解も少なからずあった。
パッケージや宣伝用POP、PRイベントで社員が着る法被などで「PC初心者お断り」、「素人瞬殺」を標榜しているように、ハードウェア・設定に関する相応の知識や、マニュアルやデバイスドライバで使用される英語の読解力が必要とされるため、WEB上の各種掲示板では「苦労と思考」、「苦労と試行」などと揶揄されたり、「キワモノシリーズ」などの一部製品では初回ロットの製品に手を出すユーザーが「人柱」扱いされるなどということはあるものの、サポートやパッケージのコストダウンにより性能の割には安価なことや、公式ウェブサイトに設置されている掲示板を通じたユーザー間の情報交換も盛んに行われ、製品に対する理解に一定の役割を果たしている。
ただし、例えばグラフィックボードの様にインターネットを通じて入手できるリファレンスドライバが日本語対応しているなど、ユーザー側の知識量次第でそれなりに対応できる製品も多く、「素人瞬殺」を販社自身が標榜しているとはいえ、それが真の意味で当てはまる製品は「キワモノシリーズ」が大半で、それ以外の多くの製品はパーツとしては一般的で、単にローカライズやパッケージが省略された仕様であり、後に競合関係となったアイ・オー・データ機器の『挑戦者』ブランド初期の製品と比較しても、素直に取り扱える製品の方が数としては多くラインナップされているのが実際である。だが、その様な製品の性質故に商品スペックの記載相違などが発生し、問題となったケースもある。
トレードマークは「薄笑いを浮かべた黒サングラス男」。ブランド発足時の開発スタッフの一人がモデルであるとされる。
ポスターや雑誌広告など販社としての能動的な宣伝はほとんど行わず、パソコンショップの新製品情報やインターネットのニュースサイトなどの自組織外の情報発信に事実上依存しているが、その一方で大胆なPRイベントを突発的に開催する事でも知られる。例えば、2001年8月には、黒サングラスをかけた男性社員が羽織・袴姿でWindows Media Player7用スキンデータを収めたフロッピーディスクを配布。販売したUSB2.0インターフェースカードに同梱する付属ソフトウェアがコンピュータウイルスに感染していた不祥事を起こした2002年7月には、黒サングラスをかけた女性社員が看護婦の扮装をしてウイルス対策ソフトを配布するなどしている。
代表的な製品として、NAS構築キット「玄箱」など。また、マニュアルなどのローカライズを省略し、大量一括調達や日本向けローカライズ省略で価格を抑えたパーツという製品仕様から、日本国内でホワイトボックスパソコンを組立販売しているパソコンショップや直販メーカーに対して、CFD販売から組込用途として「玄人志向」ブランドでパーツが幅広く卸されており、ショップブランドや直販メーカーの製品では、製品仕様書（パーツ一覧表）を確認すると、往々にグラフィックボードやATX電源などを中心に玄人志向の製品が含まれている。
2019年4月1日から、これまでの「玄人の玄人による玄人のためのPCパーツブランド」から「玄人が厳選した安心のPCパーツブランド」への変革のため、これまで行ってこなかったメールサポートを開始した。

## 商品カテゴリ
商品の性格を表す「シリーズ」が存在し、シリーズによってサポート内容が異なる。2013年時点では「キワモノ」「セレクト」「アシスト」「ラクラク」の4シリーズがあったが、2014年に再編。
NEXTシリーズ
日本語の製品マニュアルが付属する入門者向けシリーズ。2019年3月までは、メールサポートが受けられるのはこのシリーズのみであった（前述の通り、4月以降は全シリーズにメールサポートが付属）。
STANDARDシリーズ
コストパフォーマンスを重視した、もっとも標準的なシリーズ。
PREMIUMシリーズ
何かしらの付加価値や、希少性を持つ製品に与えられるシリーズ。
キワモノシリーズ
旧シリーズより継続、引き続き特殊な仕様の製品を取り扱う。製品保証内容が上記3シリーズとは違い、初期不良時の交換のみである。
GALAKURO GAMING
ゲーミングブランドシリーズ。グラフィックカード大手のGALAX社と共同開発し、より高品質の部材を使い安定した品質と3年間の製品保証付き。勿論、NEXT、STANDARD、PREMIUMシリーズ同様専門スタッフがメールサポートで対応する。専用アパレル及びゲーミングチェアもある。

### 過去の商品カテゴリ

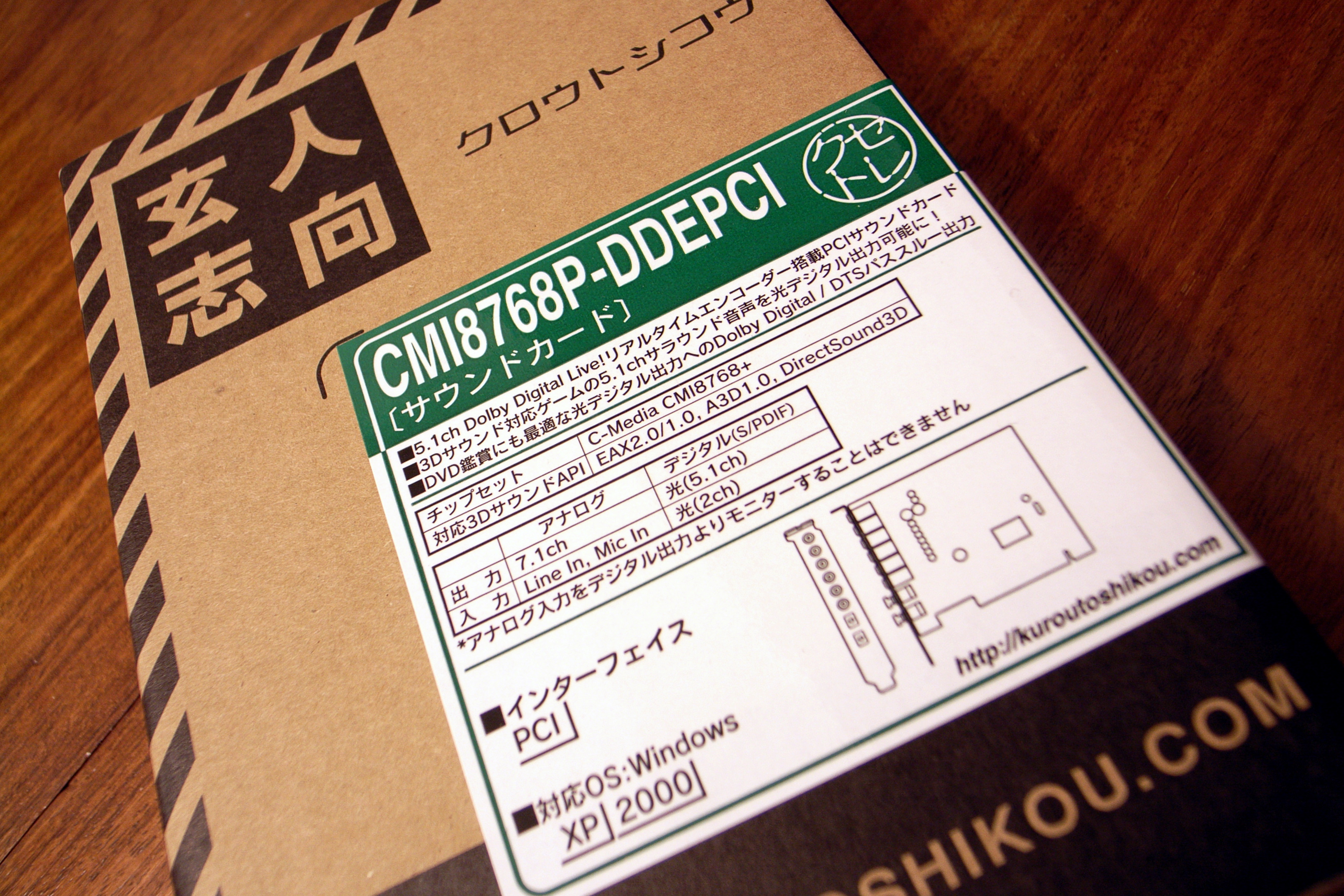
玄人志向セレクト　サウンドカード CMI8768P DDEPCI

以下、旧来の「セレクト」「アシスト」「ラクラク」は、再編時にそれぞれ「STANDARD」か「PREMIUM」に移行された。
キワモノシリーズ
マニアックな仕様のパーツやキット、規格変換コネクタなど。ユーザーの要望などに基づいて企画されるものが多い。
セレクトシリーズ
海外メーカー製のOEM仕様品などの格安パーツ。1年間（ATX電源の一部は3年間）製品保証付き。

アシストシリーズ
2003年より新シリーズとして登場。玄人志向オリジナルサプライ製品。
ラクラクシリーズ
比較的初心者向けの製品。1年間製品保証付き。
リユースシリーズ
2002年から2003年にかけて、検査済みの中古品を販売していた。ラインナップはノートPCやHDD。
スペシャル
企画商品・アウトレット品に付けられていたシリーズ。2003年まで。
DuraPro
2016年新設。「全品国内検査済み」「2年間の保証」「メールサポート付き」を特徴とするプレミアムモデル。グラフィックボードが1製品発売されたが、以降は展開なし。

## バッファローとの関係
玄人志向は当初、製造・販売元を明らかにしない「正体不明の謎のブランド」として発足したが、小売店への流通はメルコ（2003年10月「株式会社バッファロー」に改称）の子会社であるCFD販売（現在はバッファローと同じくメルコHDの子会社）を通して行われており、また、一部製品がメルコ製品のOEMらしき外見であったりしたこと、さらに玄人志向の商標登録がメルコHD名義で行われていることから、ユーザー間では「玄人志向はメルコ（＝バッファロー）の別働組織ではないか」との指摘が数多くなされてきた。
従来、メルコは玄人志向との関係については一切沈黙していたが、2003年5月14日に行われた2003年3月期連結決算発表において、同社社長の牧誠が「メルコグループのマルチブランド戦略の一つとして、マニア層に訴えるブランド・チャネルと位置づける」と発言。公式に両者の関係を認めた。
このような流れとなった背景には、かつて「MTC」ブランドでパーツ販売を展開した際、「メルコ」のブランドイメージで購入する初心者が多く、サポートの負荷が増大して中止に追い込まれた反省から、玄人志向のスタンスが定着するまでメルコのイメージを排除する狙いがあったとされる。